# Potamobatrachus trispinosus
Potamobatrachus trispinosus är en fiskart som beskrevs av Collette, 1995. Potamobatrachus trispinosus ingår i släktet Potamobatrachus och familjen paddfiskar. Inga underarter finns listade i Catalogue of Life.